# Foresto Sparso
Foresto Sparso (lombardul: Forèst) település Olaszországban, Lombardia régióban, Bergamo megyében. Lakosainak száma 3062 fő (2023. január 1.). Foresto Sparso Entratico, Adrara San Martino, Villongo, Berzo San Fermo és Zandobbio községekkel határos.

## Népesség
A település lakossága az elmúlt években az alábbi módon változott:
| Lakosok száma | 3120 | 3130 | 3062 |
|               | 2017 | 2018 | 2023 |